# Estación Madera (Metro de Medellín)
La estación Madera es la tercera estación del Metro de Medellín de la línea A (de norte a sur), ubicada al sur del municipio de Bello, la segunda ciudad en población después de Medellín dentro del Área Metropolitana. Se trata de un punto de acceso a los barrios del sur de Bello y del norte de Medellín, pues está ubicada en el sitio en donde confluyen ambas ciudades.

## Descripción
La estación está ubicada en una importante zona industrial del norte del área metropolitana y de importantes vías como la Autopista Norte que conduce al litoral Caribe de Colombia y de la cual se desprende a pocos metros de la Estación la Autopista Medellín-Bogotá, que conduce además a poblaciones del oriente antioqueño, al Aeropuerto Internacional José María Córdova, al Embalse Peñol-Guatapé y a la Piedra del Peñol. De la estación al oriente se puede acceder al barrio Popular (Sur oriente de Bello) y regiones aledañas y al occidente al barrio de Las Cabañas y todo el sur occidente de Bello. La estación lleva el nombre de la quebrada que sirve de límite natural entre las ciudades de Medellín y Bello: Quebrada La Madera.

## Diagrama de la estación
| NIVEL 2 |                                                                        |                  |
|         |                                                                        | Salida / Entrada |
|         |                                                                        |                  |
| SUELO   |                                                                        |                  |
| Norte   | ← hacia Estación Bello (Estación Niquía)                               | Sur              |
|         | Plataforma central, las puertas se abren a la derecha y a la izquierda |                  |
| Norte   | → hacia Estación Acevedo (Estación La Estrella )                       | Sur              |
|         |                                                                        |                  |

## Horario
| Horarios de estación                  | Lunes a viernes | Sábado | Domingo y festivos |
| ------------------------------------- | --------------- | ------ | ------------------ |
| Primer tren con dirección Niquía      | 04:41           | 04:41  | 05:12              |
| Primer tren con dirección La Estrella | 04:21           | 04:21  | 04:52              |
| Último tren con dirección Niquía      | 23:18           | 23:18  | 22:35              |
| Último tren con dirección La Estrella | 22:46           | 22:46  | 22:05              |

## Rutas integradas
| RUTA | NOMBRE                              | DESTINO |
| ---- | ----------------------------------- | ------- |
| 1040 | Cabañas - Barrio Obrero             |         |
| 1041 | Cabañas - Amarú - Barrio Nuevo      |         |
| 1042 | París - Los Sauces                  |         |
| 1043 | Machado - Machado - Parque de Bello |         |
| 1045 | Villas de Occidente                 |         |
| 2002 | Copacabana por Machado              |         |

## Zonas de interés
- Parque Recreativo Madera
- Hospital Mental de Antioquia
- Interactuar
- Uniminuto
- Cárcel Bellavista